# Франк Ерне
Франк Ерне (нім. Frank Erne; 8 січня 1875 — 17 вересня 1954) — американський боксер швейцарського походження. Чемпіон світу з боксу у напівлегкій (1896—1897) та легкій (1899—1902) вазі.
У 2020 році посмертно введений до Міжнародної зали боксерської слави.

## Життєпис
Народився в громаді Дьоттінген округи Цурцах кантону Ааргау на півночі Швейцарії.
Боксерський дебют відбувся 17 березня 1892 року перемогою над Джеймсом Маккарті у напівлегкій вазі.
27 листопада 1896 року в чемпіонському поєдинку переміг канадійця Джорджа Діксона, виборовши звання чемпіона світу у напівлегкій вазі. За рік втратив чемпіонський титул, поступившись тому ж таки Діксону.
28 вересня 1898 року звів у ничію поєдинок за звання чемпіона світу у легкій вазі проти американця Кіда Лавіна. 3 липня 1899 року у повторному поєдинку проти Лавіна здобув перемогу, ставши чемпіоном світу у легкій вазі.
23 вересня 1901 року здійснив невдалу спробу вибороти звання чемпіона світу у напівсередній вазі, поступившись американцю Рубе Фернсу.
Повернувшись у легку вагу, 12 травня 1902 року втратив чемпіонський титул у двобої з американцем Джо Гансом.
У своєму останньому поєдинку 29 лютого 1908 року переміг британця Роберта Ватсона, здобувши титут чемпіона Франції у напівсередній вазі. Після цього завершив боксерську кар'єру.